# De natte Navajo
De natte Navajo is het honderdtweeënvijftigste stripverhaal uit de reeks van Suske en Wiske. Het is geschreven door Paul Geerts. Het tekenwerk werd verzorgd door Geerts, Eduard De Rop en Eugeen Goossens. 
Het is gepubliceerd in TV Ekspres van 27 september 1982 tot en met 10 oktober 1983. De eerste albumuitgave in de Vierkleurenreeks was in november 1983, met nummer 196.

## Locaties
- België, vliegveld, Schotland met Doune Castle, Groenland met Groh-Tesmik-Kel, Rusland, Helsinki, de Verenigde Staten, Arizona, Las Vegas met het Hilton

## Personages
- Suske, Wiske met Schanulleke, tante Sidonia, Lambik, Jerom, chief Big Ghaffel, geest van Sachem Met-Droge-Lever-Die-Altijd-Dorst-Heeft, Mac Adam (Schot) en zijn vrouw, Ham en Bras, Olga, helikopterpiloot, agenten

## Het verhaal
Lambik gaat langs bij tante Sidonia en Wiske wil een documentaire over indianen zien op tv. Sachem Met-Droge-Lever-Die-Altijd-Dorst-Heeft heeft een heilige totem geschonden, waarna de Grote Manitoe hem heeft gestraft. Sachem Met-Droge-Lever-Die-Altijd-Dorst-Heeft is nu dood en zijn geest zal geen rust vinden voordat hij vergeving heeft gevraagd. De tovenaar doet een dans. De geest maakt zich los van de overledene en wordt in een kist in zee gegooid. De kist wordt aan boord van een jacht gebracht en komt zo aan bij het strand, waar hij door Lambik en Jerom wordt gevonden. Ze brengen de kist naar tante Sidonia en blijven eten. ’s Nachts blijkt de geest veel eten gestolen te hebben en het huis is een bende. Tante Sidonia wordt in haar slaapkamer door de indiaan aangevallen. De kist wordt naar professor Barabas gebracht en onderzocht, maar blijkt leeg te zijn. De indiaan wordt dan toch ontdekt en hij blijkt altijd dorst te hebben. Onder de totem ligt veel goud en de geest vertelt dat hij gestraft is omdat hij de totem heeft beschadigd in een dronken bui. Wiske ontdekt dat ze worden afgeluisterd en de indiaan wordt ontvoerd. Jerom volgt de auto, maar raakt hem kwijt. De vrienden volgen de wagen naar het vliegveld en horen dat er een KLM-toestel gestolen is. De vrienden nemen een vliegtuig en met de kracht van Jerom zijn ze al snel bij de KLM-vlucht aangekomen. Jerom springt op het vliegtuig en kan de indiaan redden. De geest vraagt vergeving aan de vier windstreken en hoort de straf van de Grote Manitou. Ham en Bras vermommen zich als Schotten en voeren Lambik en de indiaan dronken, maar Jerom kan de mannen verjagen. De vrienden komen bij Doune Castle en horen dat het er spookt. Lambik en de indiaan gaan toch naar binnen. Dan komt de granieten waterspuwer komt tot leven en spuit de mannen weg. Jerom kan het dier verslaan en het spook van de burcht vertelt dat hij hen zal vrijlaten als er iemand is die meer drinkt dan hij. De geest en het spook drinken een vat leeg en de indiaan wint. De boeven komen opnieuw, maar Jerom kan hen verslaan. 
De vrienden gaan naar het vliegtuig en zien de boodschap van de Grote Manitou, ze moeten naar Groenland gaan. Op Groenland is een vulkaan in werking en de indiaan moet deze doven, de vrienden zien Eskimo's vluchten voor de vulkaan en landen op het ijs. De Eskimo’s vertellen dat geleerden uit het Westen experimenteren bij de vulkaan en de vrienden besluiten met hen te gaan praten. Jerom haalt de wetenschapper bij de berg vandaan en de Indiaan laat een vredespijp maken voor de berg. De boeven doen springstof in de vredespijp en de berg is woedend. Wiske wordt door de boeven gepakt, maar een ijsbeer bevrijdt haar. Het blijkt Lambik te zijn en de boeven mogen een pijpje roken bij de berg, waarna de pijpen ontploffen en de berg weer blij wordt. De Eskimo’s komen terug en zullen de boeven bewaken en de wetenschapper besluit zandkorrels te tellen in de Sahara. De vrienden vliegen verder, het vliegtuig wordt door de Grote Manitou bestuurd want de benzine is op en het stuur is afgebroken. Als het toestel landt worden de vrienden door wolven omsingeld en ze ontmoeten Olga, moeder der wolven en op zoek naar een man. Ze kiest de indiaan en zal anders haar wolven loslaten, de vrienden halen de Indiaan ’s nachts terug en laten een beeltenis van hem achter om Olga niks te laten merken. De verdwijning wordt toch ontdekt, maar de vrienden kunnen aan de wolven ontkomen. De vrienden vliegen verder en komen bij Las Vegas terecht. De indiaan wordt door de boeven ontvoerd in een vrachtauto. Lambik en Jerom volgen hem met een andere truck. Suske en Wiske gaan met een helikopter achter de indiaan aan. De vrienden kunnen de boeven overmeesteren als deze de dam willen laten ontploffen, als ze de schat van de totem niet krijgen. Jerom gooit de truck in het water en kan de boeven pakken, waarna hij ze uitlevert aan de politie. De indiaan krijgt vergeving van de Grote Manitou en gaat dan met een bootje naar de eeuwige jachtvelden. De vrienden gaan weer naar huis.

## Achtergronden
De Navajo-indianen en hun gebruiken staan centraal in dit verhaal. Eerdere verhalen in de serie met een soortgelijk thema – de indiaanse cultuur – waren Bibbergoud (1949) en Twee toffe totems (1970).
In een aflevering van De perfecte podcast vertelde Paul Geerts later dat hij achteraf niet zo tevreden was met dit verhaal. Maar tot zijn verbazing schreef de pers "Eindelijk nog eens een echt Vandersteen album".